# Jakob Wöber
Jakob Wöber (* 1871; † 1952) war ein deutscher Jurist.

## Werdegang
Nach dem Abitur an einem Gymnasium in Aschaffenburg studierte er von 1891 bis 1895 als Stipendiat der Studienstiftung Maximilianeum Rechtswissenschaften.
Ab 1902 war er Bezirksamtsassessor in Kemnath und ab 1906 in gleicher Funktion in Fürstenfeldbruck. 1912 wurde er zum Regierungsassessor bei der Regierung von Oberbayern ernannt. Ab 1916 war er Bezirksamtmann von Ingolstadt. 1918 wechselte er unter Ernennung zum Regierungsrat in das Staatsministerium des Innern und war dort für Kirchen- und Schulangelegenheiten zuständig. 1919 wurde er zum Oberregierungsrat und 1920 zum Ministerialrat ernannt.
Von 1920 bis 1932 war er Vorstand der Stiftung Maximilianeum.